# ريتا الأرمينية
ريتا الأرمينية (10/11 نوفمبر 1278- يوليو 1333) إمبراطورة بيزنطية قرينة. هي ابنة ليو الثاني ملك أرمينيا من زوجته الملكة كيران، وهي زوجة الأمبراطور البيزنطي ميخائيل التاسع باليولوج الذي كان امبراطورا مشاركاً حكم مع أبيه أندرونيكوس الثاني باليولوج. وكانت الامبراطورة الصغرى ثم أصبحت الامبراطورة الرئيسية بعد وفاة الامبراطورة ايرين من مونتفيرات زوجة اندرونيكوس الثاني باليولوج.

## الزواج والاطفال
دخل الأمبراطور أندرونيكوس الثاني باليولوج في مفاوضات مع ليو الثاني للبحث عن زوجة مستقبلية لإبنه ميخائيل التاسع، فعرض الملك ليو الثاني ابنته ريتا فتمت الموافقة وعقد الزواج في 16 يناير 1294 حيث كانت ريتا آنذاك في السادسة عشر من عمرها فيما كان العريس في السابعة عشر، وقد حملت اسم ماريا خلال اقامتها في البلاط البيزنطي..
أثمر زواج ريتا من ميخائيل التاسع باليولوج عن أربعة أولاد:
- أندرونيكوس الثالث باليولوج (25 مارس 1297 - 15 يونيو 1341).
- مانويل باليولوج (قتل في عام 1319).
- آنا باليولولج (توفيت عام 1320) تزوجت من توماس الأول كومنينوس دوكاس ومن بعده نيكولاس أورسيني.
- ثيودورا باليولوج (توفيت بعد عام 1330) تزوجت من قيصر بلغاريا ثيودور سفيتوسلاف ومن بعده قيصر بلغاريا ميخائيل شيشمان.

## الإمبراطورة
كانت ريتا هي الامبراطورة الصغرى بحكم اقترانها بالإمبراطور المشارك حيث حملت هذا اللقب بين عامي (1294-1317). ثم أصبحت الامبراطورة الرئيسية بعد وفاة الامبراطورة ايرين.
في عام 1319 انتهت حياة ابنها الثاني الأمير مانويل بشكل مأساوي، إذ كان لدى ابنها الأكبر أندرونيكوس الثالث باليولوج عشيقة يشك بخيانتها له، فأوعز لعدد من أتباعه بمراقبة بيتها ومهاجمة أي شخص يحاول الدخول، فكان الشخص الوحيد الذي اقترب هو أخوه الأمير مانويل وبسبب ظلام الليل لم يتمكنوا من تمييزه ما أدى إلى مقتله خطأً.
وقد أثرت هذه الحادثة على صحة زوجها الأمبراطور ميخائيل التاسع باليولوج فتوفي في 12 أكتوبر 1320، كما تسببت هذه الحادثة بتوتر العلاقات بين الإمبراطور أندرونيكوس الثاني وحفيده أندرونيكوس الثالث حيث أندلعت بينهما حرب أهلية أستمرت حتى أنتصار الحفيد في عام 1328 . في هذه الأثناء إعتزلت الامبراطورة الارملة ريتا في أحد الأديرة حيث حملت اسم زين، توفيت الأمبراطورة ريتا بعد نهاية تلك الحرب بخمسة أعوام.

## وصلات خارجية
- Her listing in "Medieval lands" by Charles Cawley. The project "involves extracting and analysing detailed information from primary sources, including contemporary chronicles, cartularies, necrologies and testaments."